# Березняк (фільм)
Березняк (пол. Brzezina) — польський телевізійний психологічний фільм 1970 року режисера Анджея Вайди, екранізація однойменного оповідання Ярослава Івашкевича. Сюжет фільму розгортається навколо стосунків між лісником Болеславом (Данієль Ольбрихський), який страждає через смерть дружини, та його смертельно хворим братом Станіславом (Ольгерд Лукашевич), який має намір провести останні місяці свого життя в будиночку лісника. Фільм робить численні візуальні відсилання до картин та символізму Яцека Мальчевського. Він також містить сцени, відсутні в літературному оригіналі, які водночас підкреслюють бурхливу особистість Болеслава та життєрадісніть Маліни (Емілія Краковська), за яку борються обидва чоловіки.
Фільм був позитивно сприйнятий критиками як після виходу, так і в ретроспективних оглядах. Рецензенти високо оцінили його формальну зв'язність, зрілість і тонкість у відображенні феномену смерті. На Міжнародному ярмарку документальних і телевізійних фільмів у Мілані стрічка була відзначена нагородою ФІПРЕССІ, а роль Ольбрихського була відзначена на Міжнародному кінофестивалі в Москві та на «Любуському кіноліті».

## Сюжет

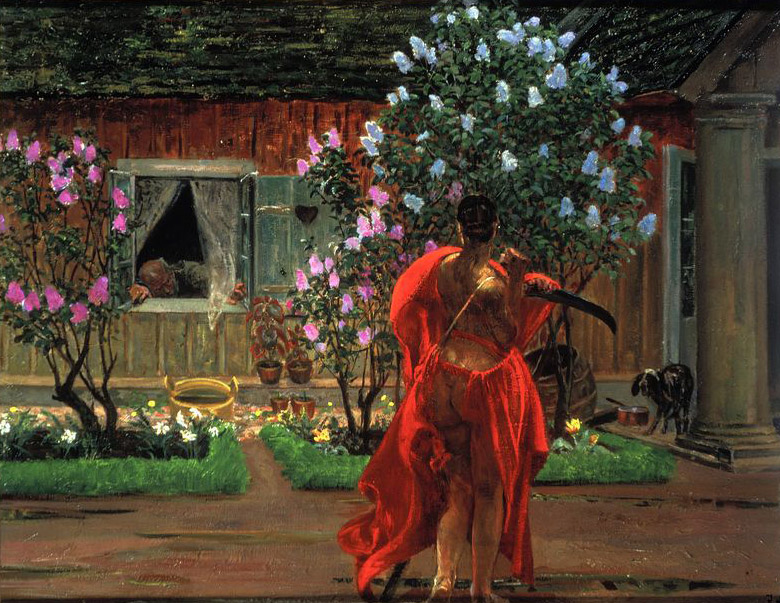
Картина «Танатос» (1899) Яцека Мальчевського, яка показана у стрічці

Дія відбувається у 1920-х роках ХХ століття. До Болеслава, який живе в будиночку лісника глибоко в лісі, з санаторію у Швейцарії приїжджає його брат Станіслав, тяжко хворий на туберкульоз, щоб провести з братом останні місяці свого життя.
Овдовілий Болеслав, який залишився з донькою Олею (Ельжбета Золек) та старою економкою Катажиною (Данута Водинська), ставиться до свого екстравагантного брата як до непроханого гостя. Він не витримує перепадів настрою Станіслава і з підозрою дивиться на дружбу між братом і Олею. Болеслав неохоче погоджується привезти рояль на прохання Станіслава.
Невдовзі після прибуття до будиночка лісника Станіслав зустрічає селянську дівчину Маліну, з якою заводить роман. Під час звичайної прогулянки на велосипеді з Маліною Станіславу стає погано. Він йде гуляти, а потім натрапляє на могилу дружини Болеслава. Неподалік він помічає Олю, яка розказує йому чия це могила та пояснює причини смерті матері Басі. Коли Станіслав і Оля повертаються до будиночка лісника, де Станіслав показує ій фотокартки з Швейцарії. Болеслав дивиться на картину Яцека Мальчевського «Танатос». Згодом Болеслав розповідає братові про свою дружину та біль, який він пережив після її втрати, та чому її поховали не у Славську а у місцевому березняку (березовий гай). Водночас він засуджує Станіслава за роман із Маліною, розповідаючі, що з нею хоче побратися Міхал (Марек Перепечко), це призводить до сварки між братами. Підслухавши розмову Станіслава та Олі про Міхала, Болеслав намагається вибити правду з доньки шляхом жорстокого допиту про нібито зраду її матері з Міхалом.
Незабаром саме Болеслав починає брати ініціативу в суперництві з братом. Зустрівши Маліну, він брутально спокушає її. У Станіслава, у свою чергу, погіршується здоров'я і врешті-решт він помирає. Його рояль продають, а кімнату — на прохання Болеслава — ретельно прибирають. У фінальній сцені Болеслав від'їжджає верхи на коні з Олею, повернувши собі бадьорість і бажання жити.

### Відмінності між повістю та фільмом
Порівняно з літературним прототипом Івашкевича, фільм Вайди містить низку сцен, які не фігурують у повісті:
- сцени взаємної закоханості між Станіславом і Маліною (спільна їзда на велосипеді, обмін поглядами під час поїздки на озеро з Олею і, нарешті, великодній понеділок), які підкреслюють жвавість і природну еротичність Маліни[5];
- імпульсивний діалог між ревнивим Болеславом і Станіславом, який відбувається, коли Болеслав дивиться на картину Мальчевського; ця сцена ілюструє початкову огиду Болеслава до чуттєвого кохання[5];
- приниження Болеславом Маліни під час хвороби брата; в оповіданні «їхні зустрічі не мали нічого пристрасного», тоді як у аналогічній сцені виявляється довго приховувана еротична брутальність Болеслава[5];
- сцена допиту Болеславом Олі; якщо в оповіданні Болеслав лише рефлексує над підслуханим зізнанням Олі про подружню невірність дружини, то у фільмі він намагається жорстко примусити доньку зізнатися у правді[5] .

## У ролях

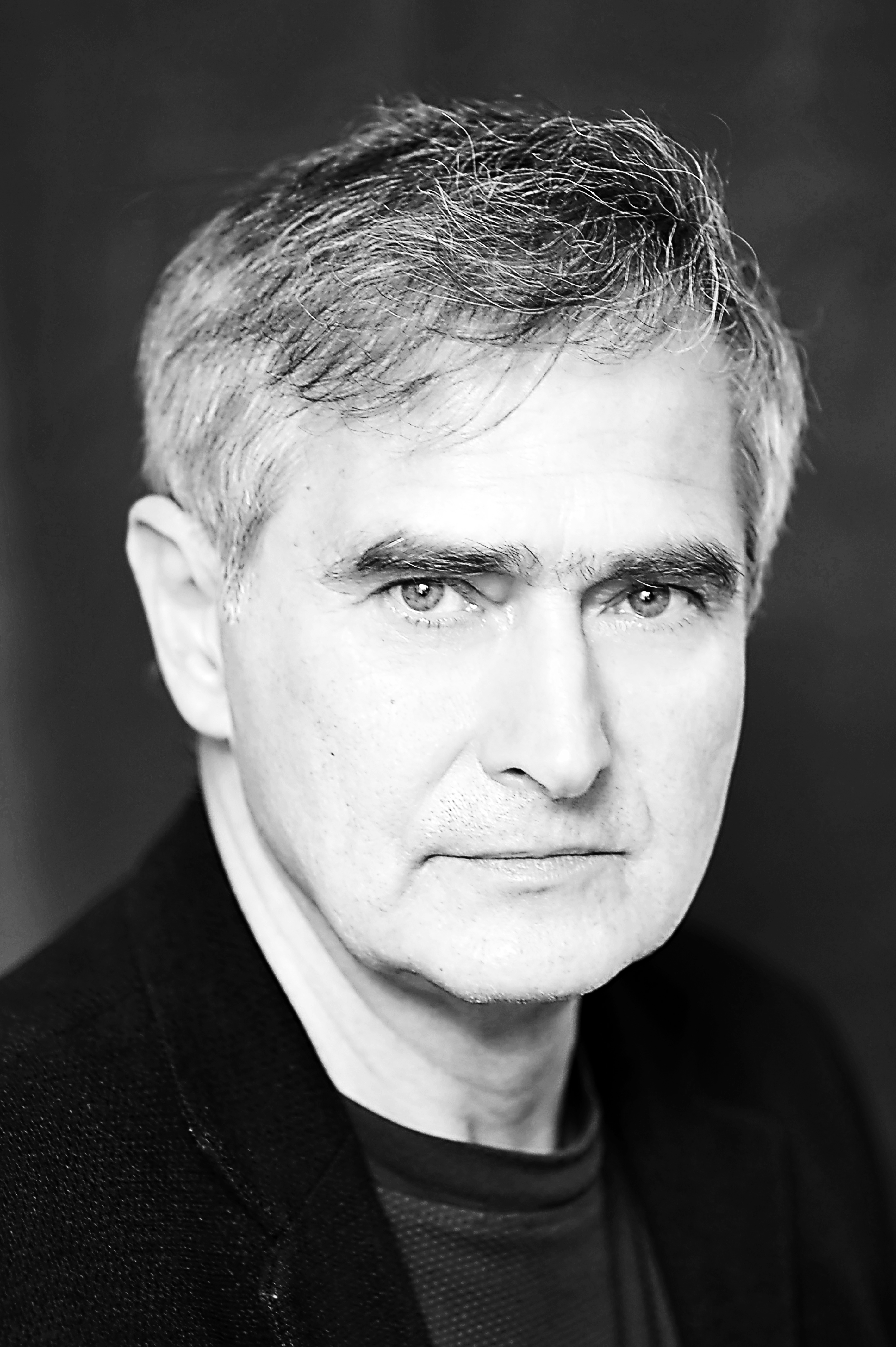
Ольгерд Лукашевич, виконавець ролі Станіслава (2011)

- Даніель Ольбрихський — Болеслав
- Емілія Краковська — Маліна
- Ольгерд Лукашевич — Станіслав
- Данута Водинська — Катажина, служниця Болеслава
- Ельжбета Жолек — Оля
- Марек Перепечко — Міхал, наречений Маліни
- Мечислав Стоор — брат власниці піаніно
- Аліна Шпаковна — власниця фортепіано
- Ян Доманський — Янек, брат Маліни
- Анджей Котковський — чоловік, який допомагає брату власниці піаніно
- Єжи Обламський — єврей
- Єжи Прухніцький — єврей
- Ірена Скверчинська — мати Маліни

## Історія створення

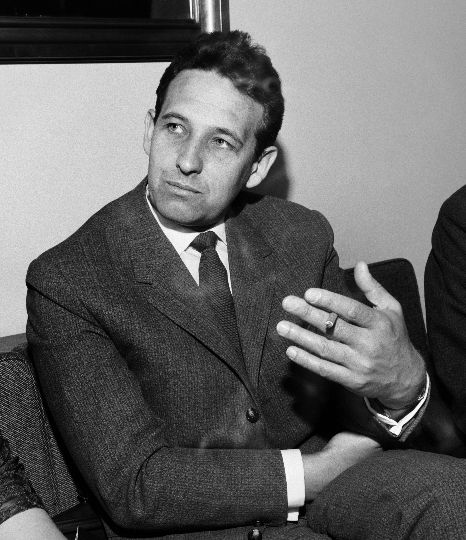
Анджей Вайда, кінорежисер (1970)

Режисер «Березняку» Анджей Вайда від початку своєї режисерської кар'єри мав намір створити екранізацію твору Ярослава Івашкевича. Ідея Вайди полягала в тому, щоб поєднати прозу Ярослава Івашкевича (зосереджену на екзистенціальних проблемах) із живописом Яцека Мальчевського:
 
Вайда написав сценарій зйомок до повісті, який він розглядав як готовий сценарій. Як стверджувала Барбара Мруклік на документацію про роботу Вайди, «те, що в Березняку є режисерським винаходом, його власною спробою інтерпретувати ментальний зміст історії, (…) було створено на знімальному майданчику».
Роль Станіслава Вайда доручив Ольгерду Лукашевичу, акторові, талант якого раніше відкрив Казімєж Куц під час зйомок фільму «Сіль чорної землі» (1969).
Лукашевича порівнювали саме з роллю Габріеля Басісти з «Солі». За словами Малгожати Фік, обидва персонажі Лукашевича «перебувають під загрозою смерті, раптово перетворюються на дорослих, у чомусь схожих на неврастеніків і вирізняються з оточення своєю ситуацією або характером». Делікатний портрет Лукашевича контрастував із роллю Болеслава у виконанні Даніеля Ольбрихського, який, за словами Аліції Гельман, зіграв «сильний чоловік, заражений смертю, від якої він зцілиться, як від глибокої рани».
За операторську роботу над «Березняком» відповідав Зиґмунт Самосюк. Погодивши з Вайдою ідею створення фільму за мотивами картин Мальчевського, Самосюк почав експерименти з кольором: «Ми зробили багато нереального, наситили фільм кольором. Наприклад, коли дівчина йде зі свічкою, у неї на обличчі фіолетове світло, а не помаранчеве, як це зазвичай буває. Фіолетовий колір має насторожити, змусити глядача замислитися». Музику до фільму написав Анджей Коржинський, який уже співпрацював з Вайдою у фільмах «Все на продаж» (1968) та «Полювання на мух» (1969).
Зйомки «Березняка» відбувалися у Кампіноському лісі, Мінську-Мазовецькому (площа Старий Ринок, вулиця Надрічна) та в лісі на Новому Поліссі біля Леонцина. Фільм призначався для телевізійного показу, але прем'єра також відбулася в кінотеатрах 10 листопада 1970.

### Розповсюдження
Приблизно з 1995 року «Березняк» почав офіційно розповсюджуватися на касетах VHS у рамках серії «Polish Films videoteka», опублікованих Агентством з виробництва фільмів. У 2009 році була випущена DVD-версія фільму, яка спочатку поширювалася в навчальних закладах як частина серії «Filmoteka szkolna». У 2017 році «Березняк» був відреставрований у цифровому форматі та став частиною серії опублікованої «Wajda's Digital Film Repository» в Антології фільмів, до якої увійшли 36 дисків з роботами режисера.

## Українське закадрове озвучення
Українською мовою адаптовано Національною телекомпанією України

## Відгуки
Ян Юзеф Щепанський із «Tygodnik Powszechny» вважав «Березняк» «фільмом із мистецькими амбіціями, який рідко можна побачити в нашому кінематографі». Щепанський особливо поцінував портрет, створений Лукашевичем: «він не тільки ідеально ідентифікує себе зі складним персонажем Івашкевича, але й здатен бездоганно асимілювати стиль 1920-х років. Його інтерпретація „сучасного“ дендизму того часу є блискучою».
Збіґнєв Клачинський із «Трибуна Люду» підкреслив унікальність теми, зазначивши, що у світі «Березняка» «люди розлучаються з життям не лише внаслідок надзвичайних обставин, катастроф, воєн чи злочинів. (…) Смерть є універсальним законом». Яцек Фуксевич у своїй рецензії в журналі «Film» визнав, що «Вайді вдалося чудово передати стиль, філософію та перспективу Івашкевича». Однак у Фуксєвича були сумніви щодо послання, яке передав фільм: «Подібно до того, як краса цього фільму іноді впадає в декоративність, так й до персонажів не відчувається особливої теплоти чи зацікавленості з боку режисера». Іншу думку висловила Йоланта Слободзян у журналі «Kierunki», описавши «Березняк» як видатний фільм. За словами Слободзян, у порівнянні з попередніми роботами Вайди, «Березняк» — перший фільм із надзвичайно колоритним і неоднозначним жіночим персонажем — Маліною, навколо якої зосереджена значна частина дії фільму. Емілія Краковська, яка її зіграла, створила «один з найцікавіших жіночих образів у польському повоєнному кінематографі».
У Франції прем'єра «Березняка» відбулася в 1978 році, отримавши захоплені відгуки. Франсуаза Дюфурне з подивом написала у французькому журналі «Études», що «вперше Вайда розповідає нам про любов і смерть в інтимній атмосфері природи, де звучать лише крики птахів і жінки, яка дражнить [героїв]». Жак Сікліє з журналу «Ле-Монд» зазначав, що «Березняк — це насправді шепіт природи, яка вмирає взимку, щоб відродитися навесні, розгойдуючи життя, смерть і людські пристрасті». Журнал «Esprit» навіть написав, що фільм характеризується формальною цілісністю, яка «захоплює нас з самого початку і ніколи не відпускає». Жан-Люк Дуен з журналу «Télérama» порівнював «Березняк» з «Останнім танго в Парижі» Бернарда Бертолуччі (1972), стверджуючи, що Вайда чудово показав зіткнення між Еросом і Танатосом: «Вайда намалював цю дуель дуже наочно і чисто, показавши ідилічну природу, заколисану безперервним співом птахів, і водночас задвірки занепалого, деградованого світу». Альберт Червоні у «France Nouvelle» стверджував, що «Березняк прекрасний не лише завдяки образам лісу, але передусім завдяки нечуваній силі людських жестів і почуттів. Промінь сонця тут має таку ж вагу, як і останній подих. Цей фільм, що пульсує агонією, останнім жестом життя, також пульсує життям».
У Сполучених Штатах «Березняк» вийшов на екрани в рамках ретроспективи робіт Вайди у 1981 році, але був маргіналізований. Вінсент Кенбі в «Нью-Йорк таймс писав, що «Березняк» «похмурий від початку майже до кінця і зрештою незрозумілий, хоча має деякі дивні та красиві моменти». Майкл Блоуен з «Бостон глоуб» зарахував «Березняк» до «політкоректних, поетично-ліричних» фільмів, далеким від політичної заангажованості. Артур Сабатіні з «Philadelphia Inquirer» описав «Березняк» як «зворушливе, ліричне дослідження», але присвятив фільму лише один абзац.

### Пізніші відгуки
Роками пізніше Бартош Журавецький спробував інтерпретувати «Березняк» крізь призму гомосексуальності автора літературного прототипу, вбачаючи гомоеротичну напругу у стосунках між Болеславом і Станіславом: «Лісник з ненавистю дивиться на свого „кемпового“ брата, який приїжджає в глушину з великого світу, з Давосу, приносячи звідти різні новинки і збочення. Напевно, таємно закоханий в нього і тому не може терпіти його показних залицянь до Маліни». Яніна Фальковська описала «Березняк» як свій улюблений фільм Вайди, стверджуючи, що "мотиви життя, смерті, сексуальності та природи в ньому «не є приголомшливими чи візуально відразливими, (…) але тонко підказані за допомогою добре знайомого полякам живопису (…) та фортепіанної музики і самої іконографії фортепіано, що асоціюється зі смертю і жалобою». Евеліна Нурчинська-Фідельська дала схожу оцінку фільму «Березняк», написавши, що «адаптатор за допомогою видатних акторів зробив усе, щоб внутрішня правда і драма двох братів відповідала їхнім образам, які містяться на сторінках шедевру Івашкевича». Роберт Біркгольц стверджував, що «Березняк» — це «повністю „вайдівський“ твір — візуально сугестивний, сповнений символізму, що відноситься до категорії міфу».

## Нагороди
| Рік      | Установа                                                             | Приз                                      | Одержувач            |
| -------- | -------------------------------------------------------------------- | ----------------------------------------- | -------------------- |
| 1970 рік | Міланський міжнародний ярмарок документального та телевізійного кіно | Премія FIPRESCI                           | Анджей Вайда         |
| 1971 рік | Любуське кіноліто                                                    | Премія за режисуру                        | Анджей Вайда         |
| 1971 рік | Любуське кіноліто                                                    | Приз за головну чоловічу роль             | Даніель Ольбрихський |
| 1971 рік | Московський міжнародний кінофестиваль                                | Приз за найкраще виконання чоловічої ролі | Даніель Ольбрихський |
| 1973 рік | Асоціація кінематографістів Фінляндії «Filmaur»                      | Почесна грамота                           | Анджей Вайда         |
| 1975 рік | Міланський міжнародний кінофестиваль                                 | Золота печатка                            | Анджей Вайда         |